# Abdij Mariënlof

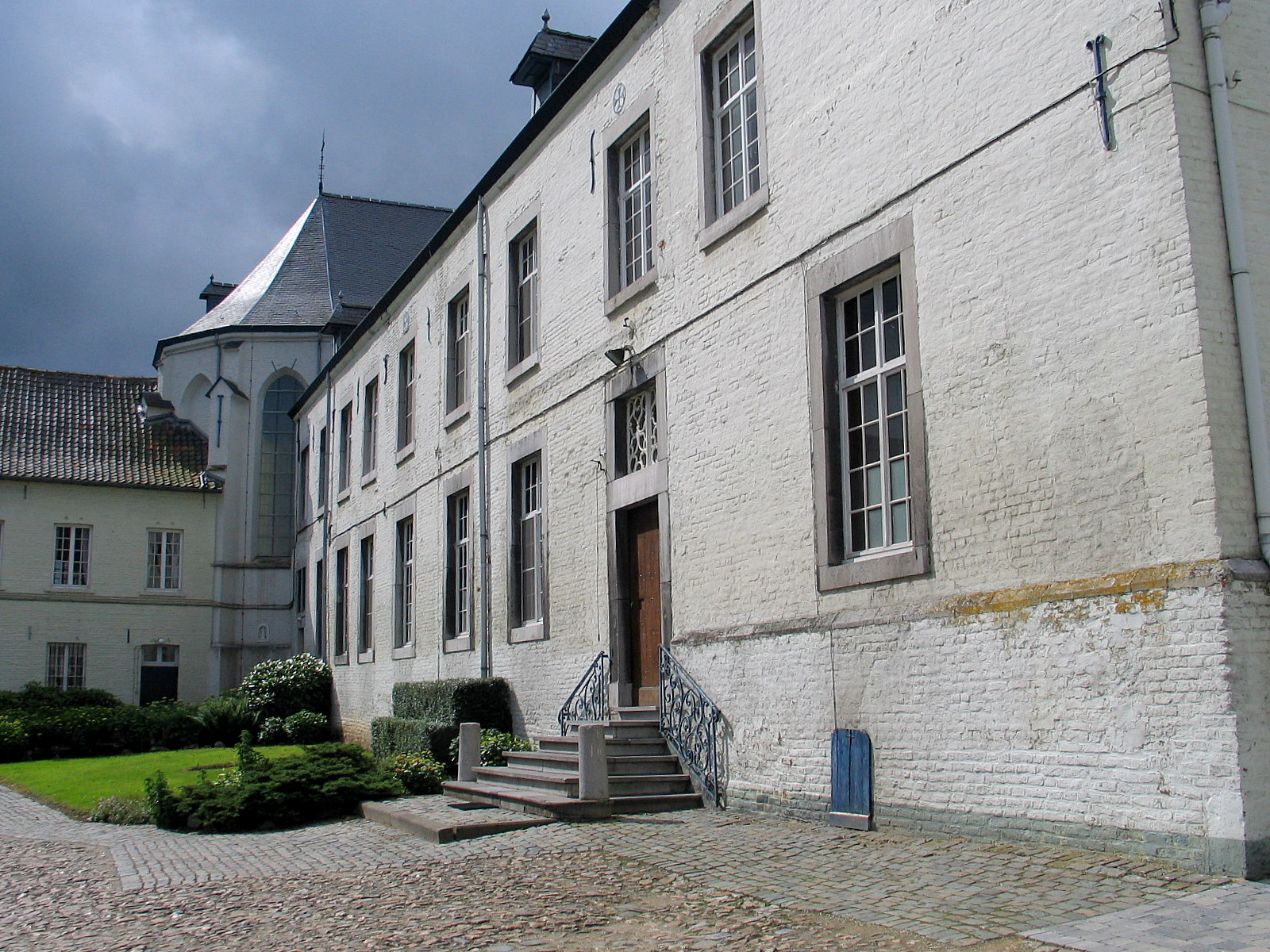
Gezicht op de kapel en abdijgebouwen vanaf de binnenhof

De abdij Mariënlof, ook wel abdij van Colen genoemd, is een abdij in Kerniel, een deelgemeente van de Belgisch Limburgse gemeente Tongeren-Borgloon. Oorspronkelijk was het een kruisherenklooster, maar in de laatste twee eeuwen functioneerde het als cisterciënzerinnenklooster. Sinds 1990 mag het klooster officieel de titel van abdij dragen. De naam Mariënlof betekent Tot lof van Maria.

## Geschiedenis

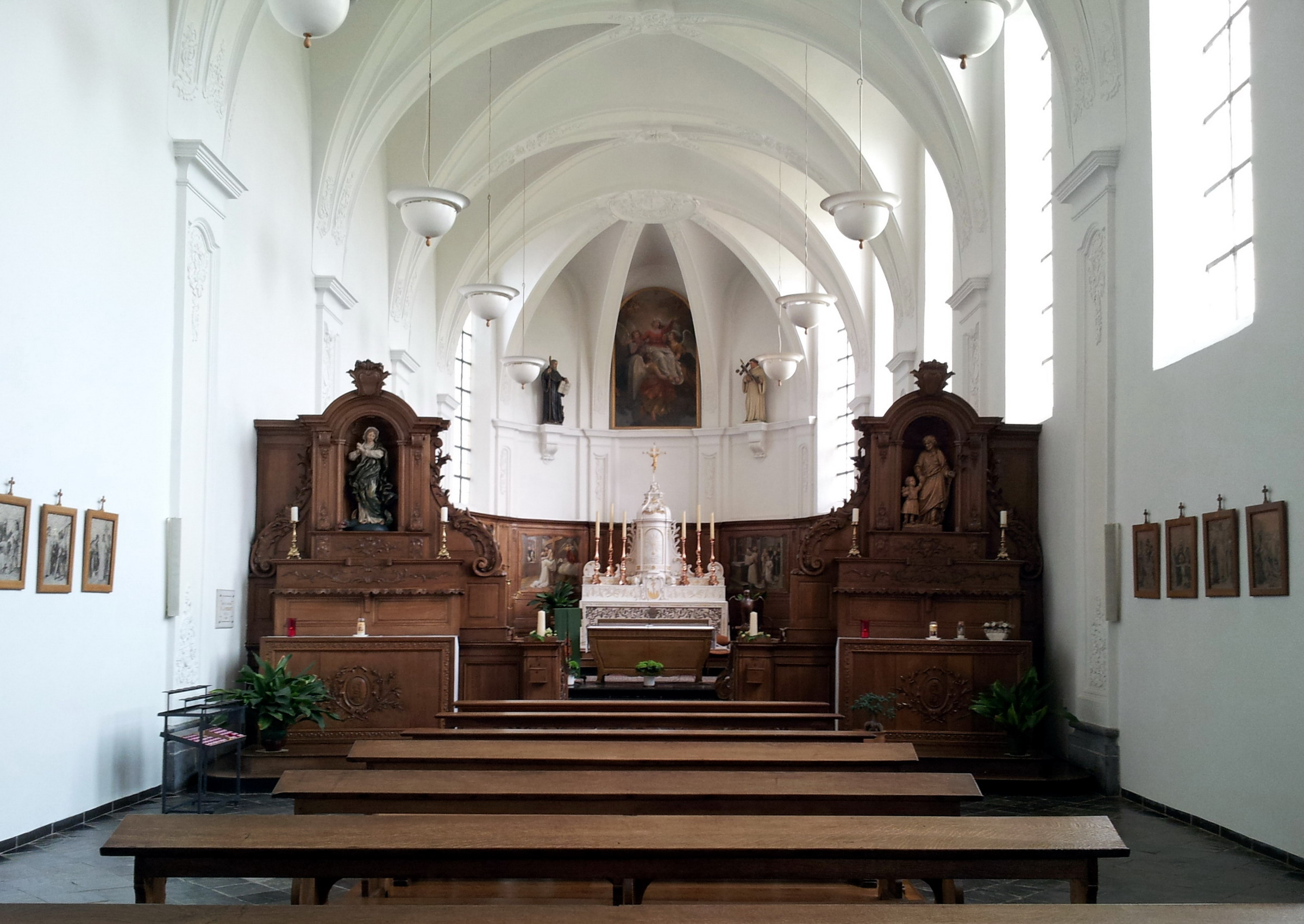
Interieur kapel Mariënlof

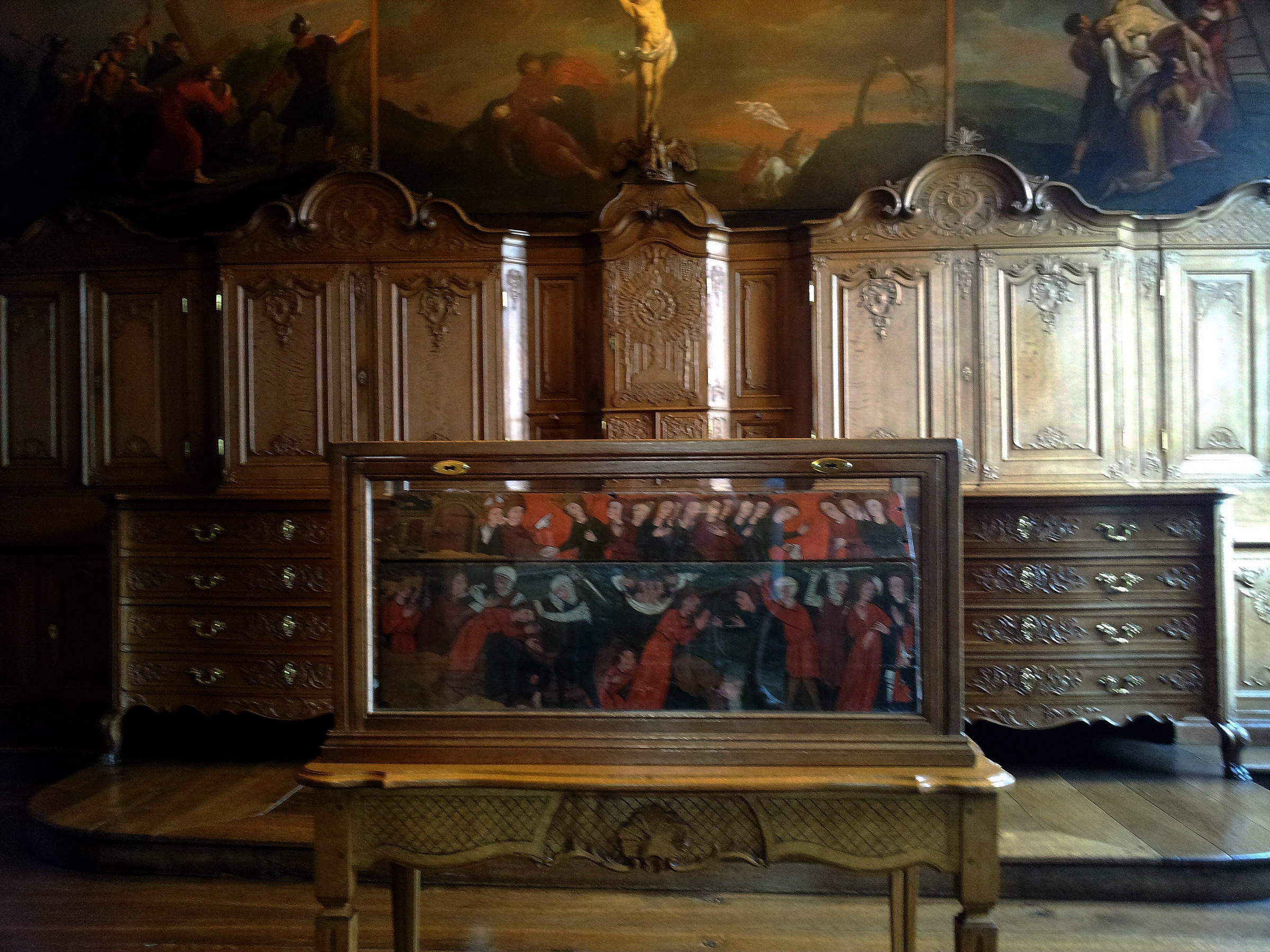
Sacristie met Sint-Odiliaschrijn

De abdij van Mariënlof werd begin 15e eeuw gesticht door een vrome vrouw, Maria van Kolen. Na de dood van haar man, Jan van Mettekoven, heer van Gors-Opleeuw, trok Maria zich terug als begijn in het begijnhof van Sint-Truiden. Na enige tijd kreeg zij het verlangen om op eigen kosten een kruisherenklooster te stichten in de streek rondom Borgloon. Ze vroeg daarvoor hulp en toestemming van de overste van de Orde van het Heilig Kruis in Hoei. Na de goedkeuring in 1432 werd het nieuwe klooster bevolkt door paters afkomstig van het Sint-Agathaklooster in Cuijk. Deze eerste kloosterstichting mislukte echter door tegenwerking van de plaatselijke geestelijkheid.
Maria Kolen zocht vervolgens de steun van Jan van Gutschoven, burggraaf van Loon, en diens vrouw, Dorothea van Schoonhoven. Met hun beider hulp was de tweede poging om het klooster van de grond te krijgen in 1438 succesvol. In 1439 werd de eerste kloosterkerk ingewijd door de hulpbisschop van Luik. De eerste prior was waarschijnlijk Henricus Empden. Franciscus Vaes, prior van 1529 tot 1545, vormt een belangrijke bron voor de geschiedenis van de abdij, onder andere door zijn lijsten van kloostergoederen. In de Koninklijke Bibliotheek te Brussel bevindt zich een inventaris van Vaes van de kloosterbibliotheek met daarin ongeveer 200 vermelde werken.
In de loop der eeuwen kon het oorspronkelijke kloosterbezit, de schenking van Maria van Kolen, aanzienlijk worden uitgebreid. In 1486 werden bijvoorbeeld de kerk van Kerniel en al haar bezittingen aan Mariënlof geschonken. Het klooster bereikte echter nooit een grote omvang. In 1750 werd het klooster getroffen door een zware brand. Hierna werden kerk en klooster geheel in de stijl van de Luikse barok vernieuwd en heringericht, vooral onder de voortvarende Luikse prior Jacques Dubois. Tot 1796 bleef het klooster voortbestaan onder leiding van de Kruisheren.
Na de komst van de Fransen werd het klooster opgeheven en tot staatsbezit verbeurd verklaard. In 1797 moesten alle overgebleven kruisheren, met een geringe schadeloosstelling, uit het klooster vertrekken. Het klooster werd geveild en werd voor 265.000 francs gekocht door de kruisheer Henri van Langenacker, die als enige de eed van trouw aan de republiek had afgelegd.
Vanaf 1822 werd de abdij bewoond door cisterciënzerinnen. Vooral de uit Woutersbrakel en Soleilmont afkomstige zuster Maximilienne speelde een belangrijke rol bij de verwerving van de abdij van Colen door de nonnen van de orde van Citeaux. Anno 2013 werd een gedeelte van de abdij nog als zodanig gebruikt. In de stallen is een bescheiden museum over de fruitstreek Haspengouw ingericht. Een deel van de dienstgebouwen wordt particulier bewoond.
In mei 2020 raakte bekend dat de laatste zusters de abdij verlieten. De site werd opgekocht door een vastgoedontwikkelaar en zal een nieuwe bestemming krijgen.

## Erfgoed

### Abdijgebouwen en kapel
Tot het onroerend erfgoed van de abdij behoren de kapel uit 1560 (deels vernieuwd in 1721), de parallel aan de kapel lopende noordwestelijke kloostervleugel (1516-20; later verhoogd) en de twee verbindingsvleugels. Aan de zijde van de binnenhof zijn de emblemen van de kruisheren aangebracht. Bijzonder zijn verder de dienstgebouwen uit de 17e-18e eeuw, waarin onder andere het Fruitstreekmuseum is gevestigd, het poortgebouw uit 1696, en de oprijlaan.

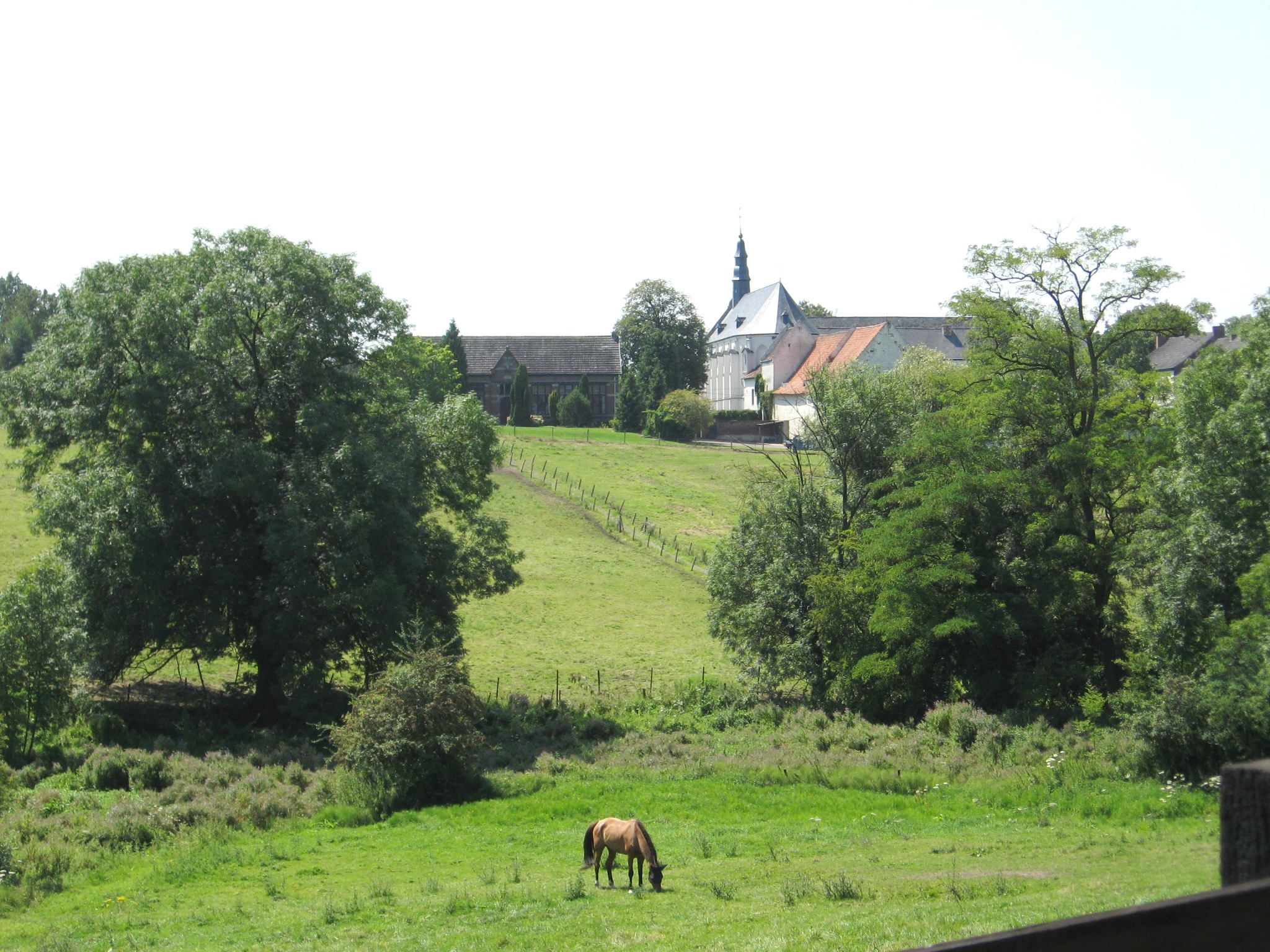
Zicht op Mariënlof vanaf de Sint-Pantaleonkerk, Kerniel
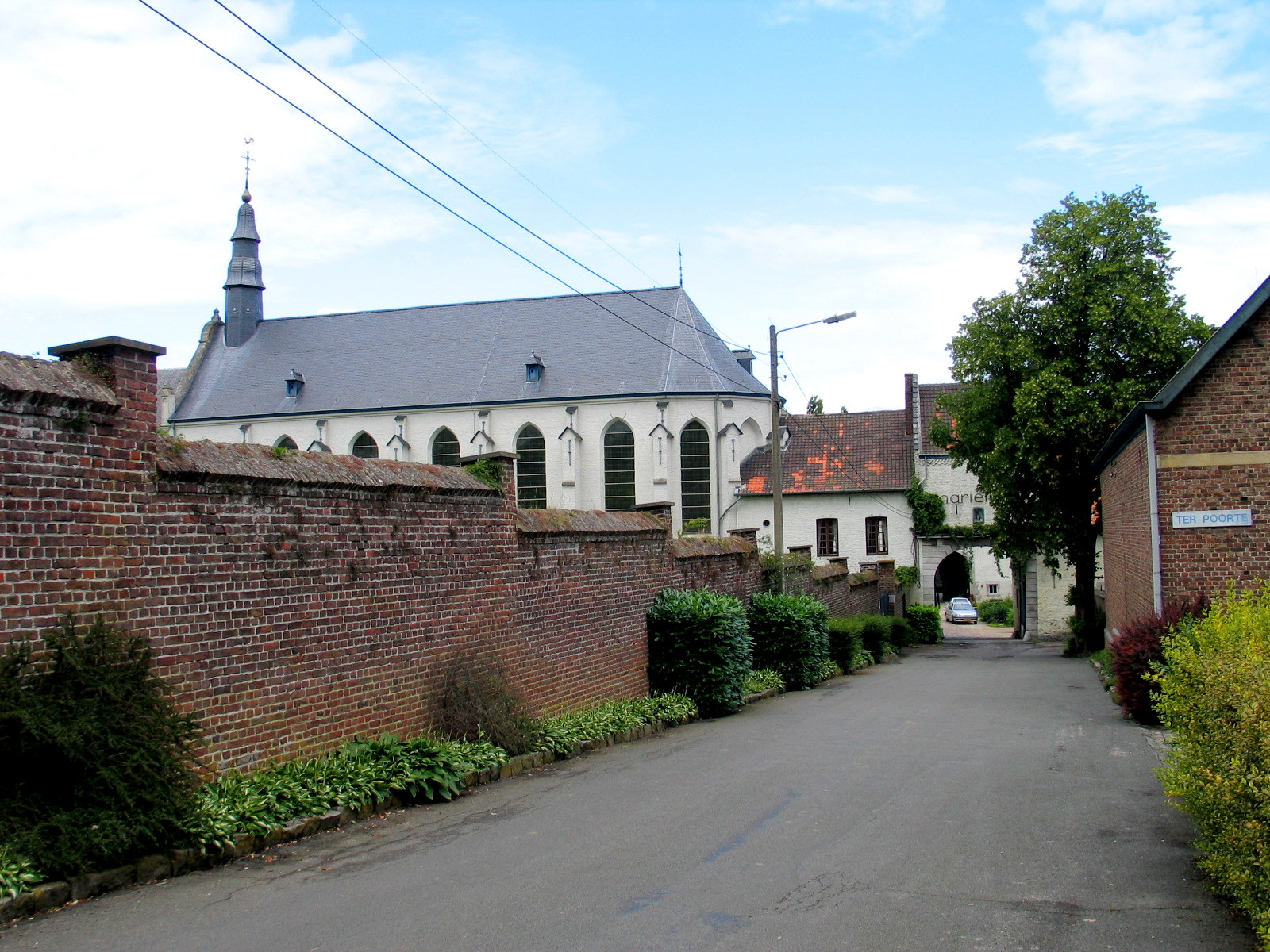
Zicht op Mariënlof vanaf de oprijlaan
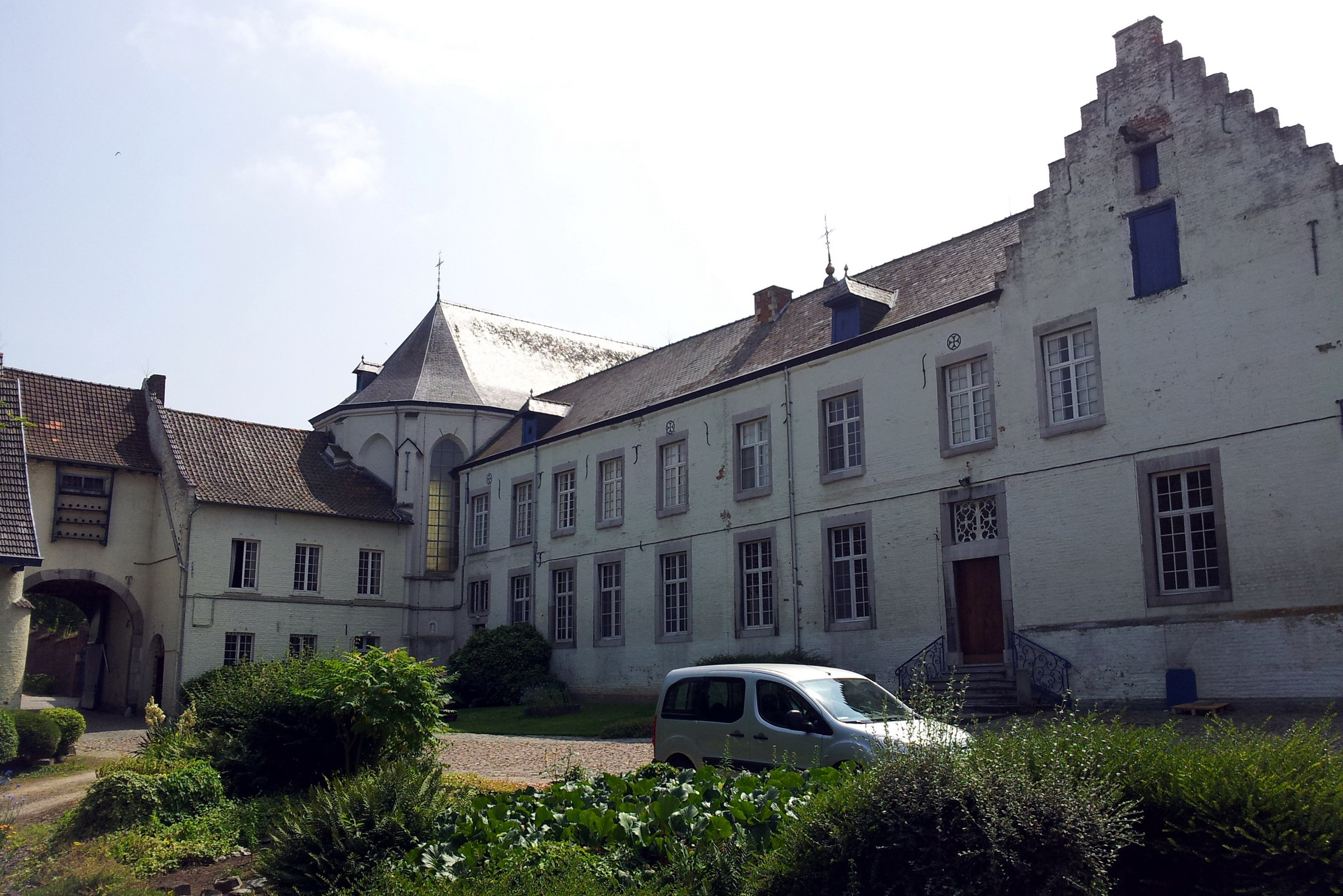
Binnenhof met poort, kapel en abdijgebouwen
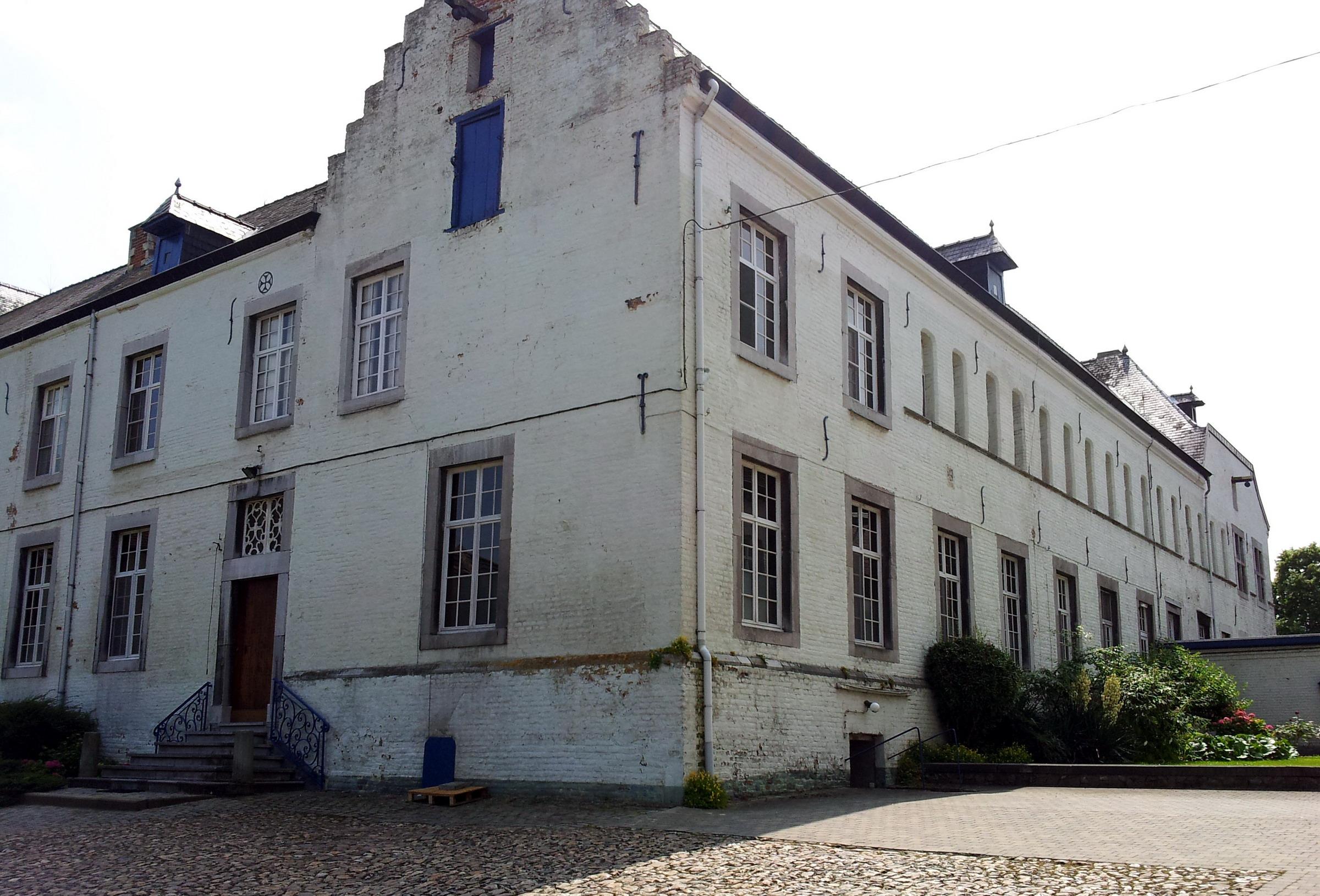
Noordwestelijke abdijgebouwen

### Interieur kapel
De kloosterkapel, gebouwd van 1505-11, werd in de 18e eeuw inwendig geheel vernieuwd. De meubilering van de kapel vormt een fraai voorbeeld van de Luiks-Akense meubelstijl. Vooral de eikenhouten koorbanken uit ca. 1764 zijn uitbundig versierd met houtsnijwerk en schilderingen van de Luikse barokschilder Martin Aubée, die in 16 taferelen de legende van de Heilige Odilia uitbeeldde. Bijzonder zijn ook twee hardstenen zuilen met bewerkte kapitelen in de stijl van de Luikse renaissance, waarop de orgeltribune rust.

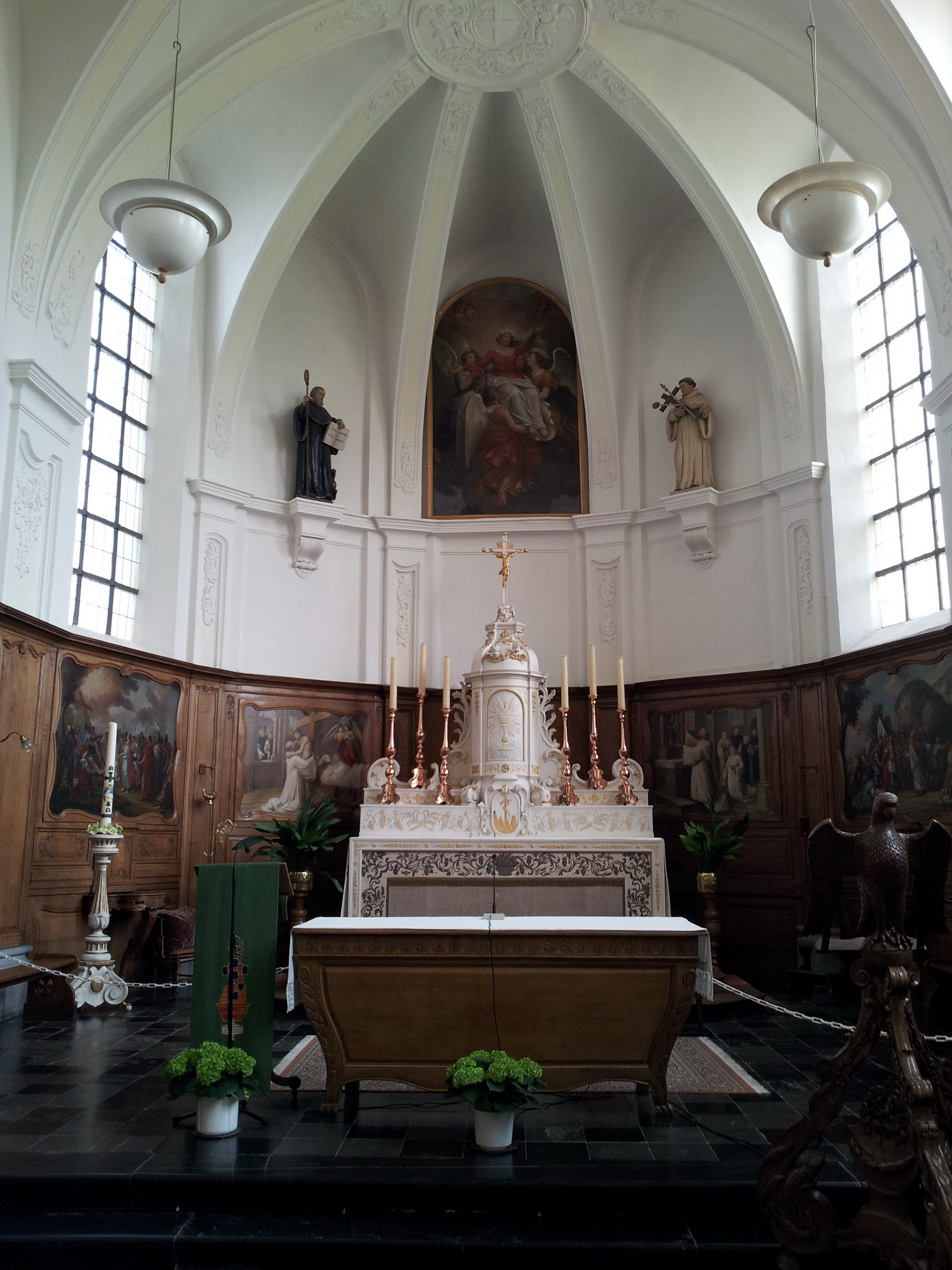
Koorgedeelte kapel
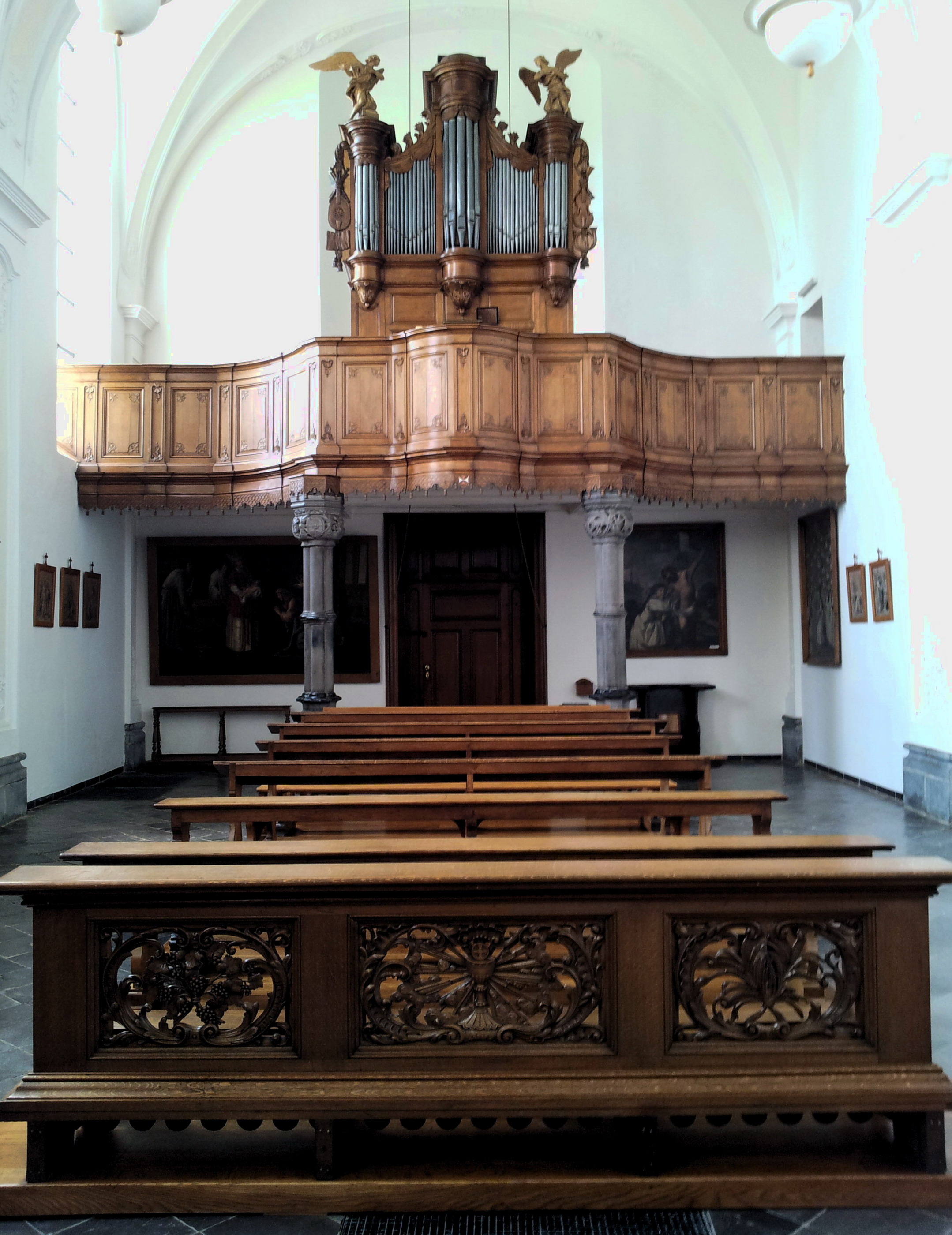
Kapel naar het westen
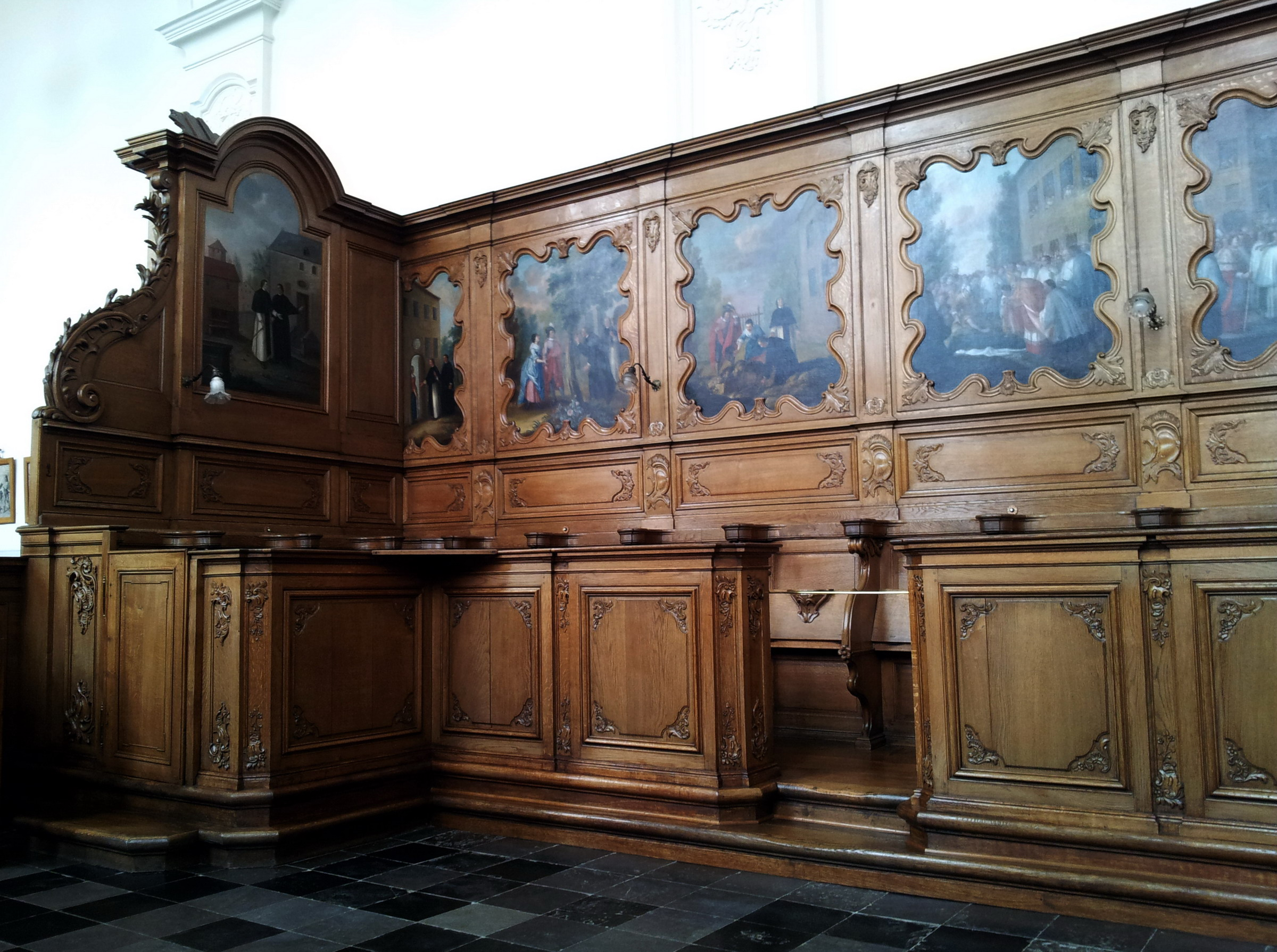
Barok koorgestoelte
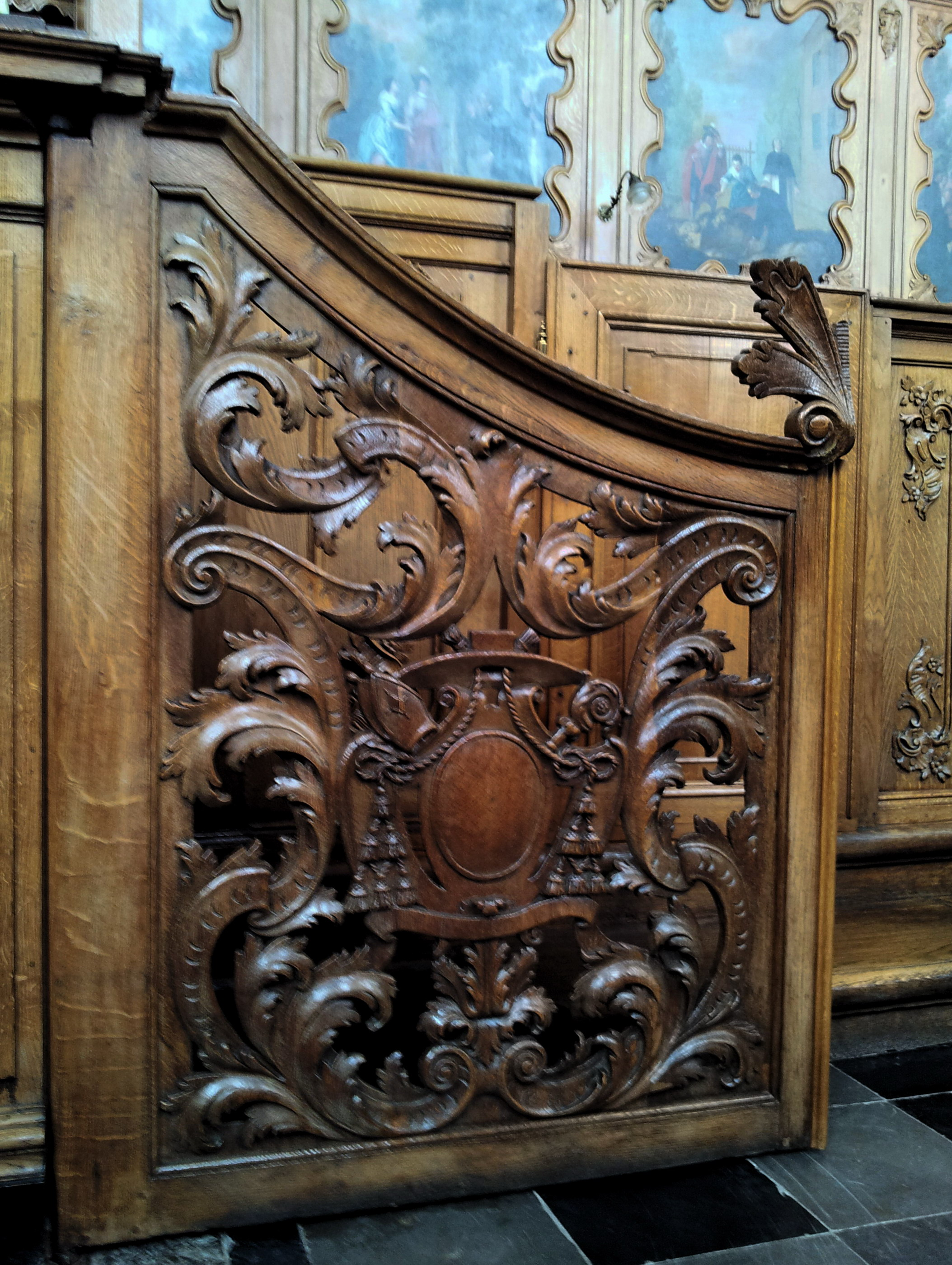
17e-eeuws koorhek

### Hal en sacristie
Zeer bezienswaardig is de naast de kapel gelegen sacristie met rijke inrichting in de stijl van de Luiks-Akense barok. Bijzonder zijn vooral de wandschilderingen door Martin Aubée, het stucwerk van een lid van de familie Moretti (Joseph Moretti?) en een zeer grote en rijkversierde paramentenkast, eveneens in de stijl van de Luiks-Akense barok.

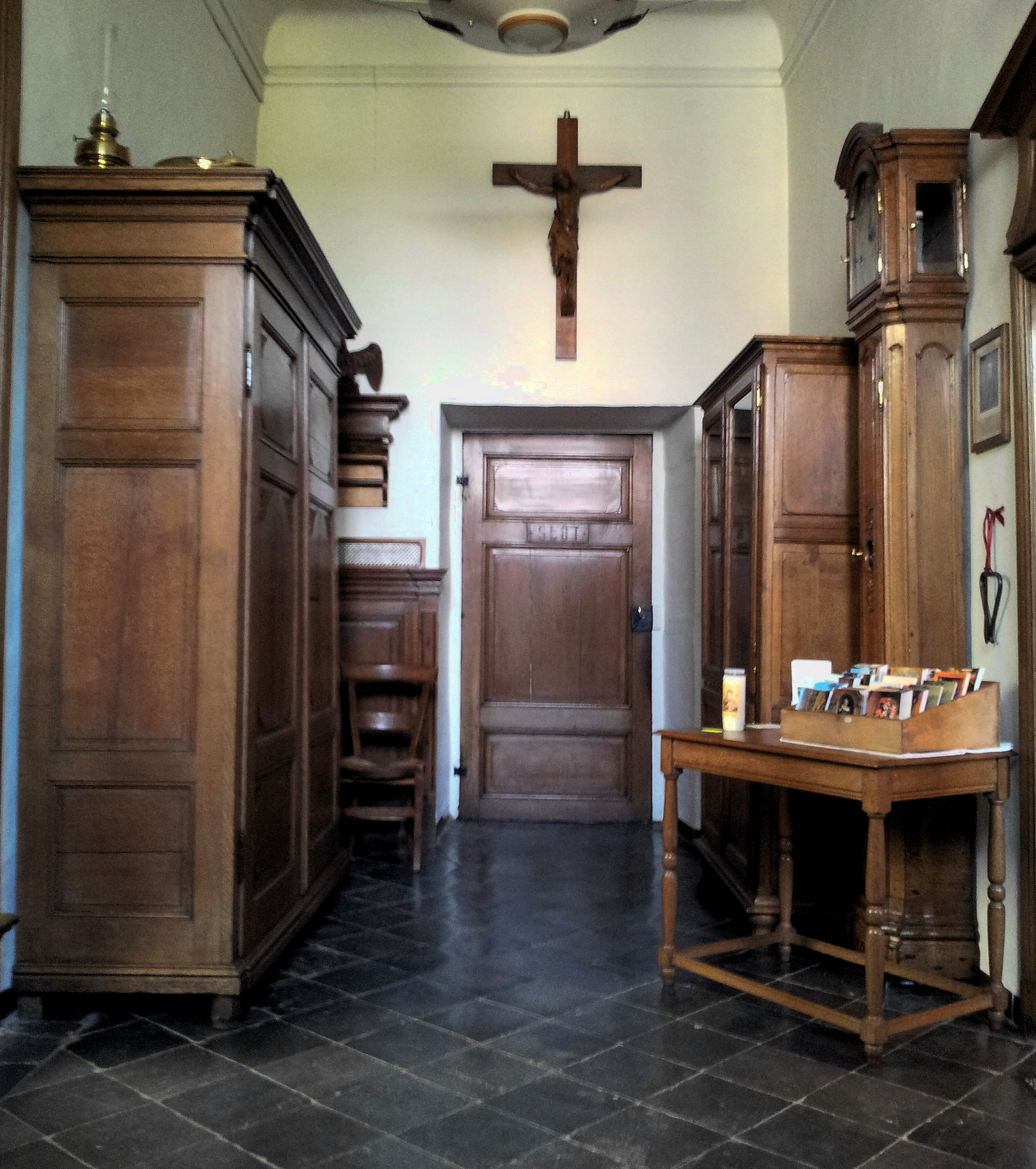
Hal met Luikse klok en meubels
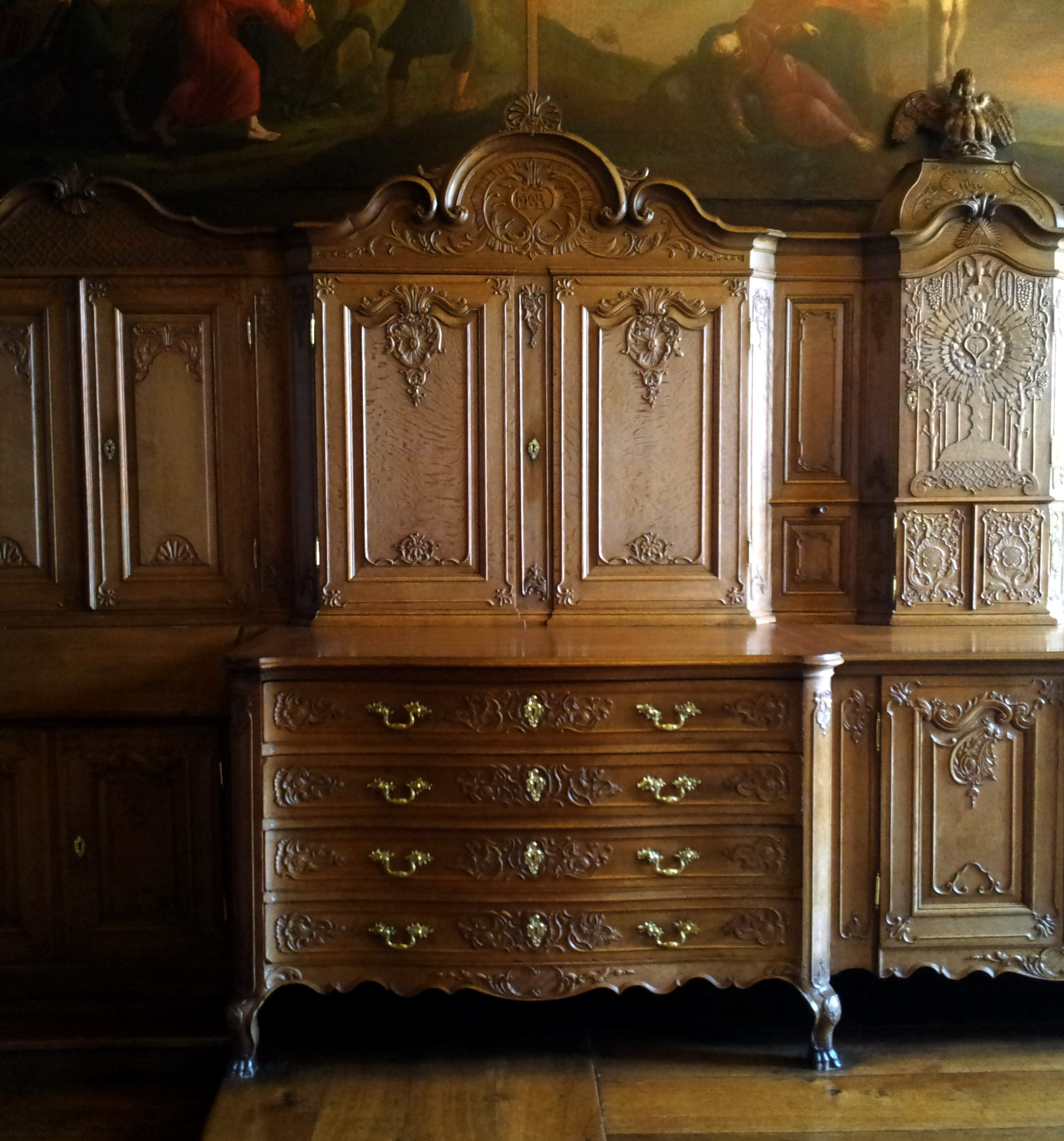
Detail Luikse kast
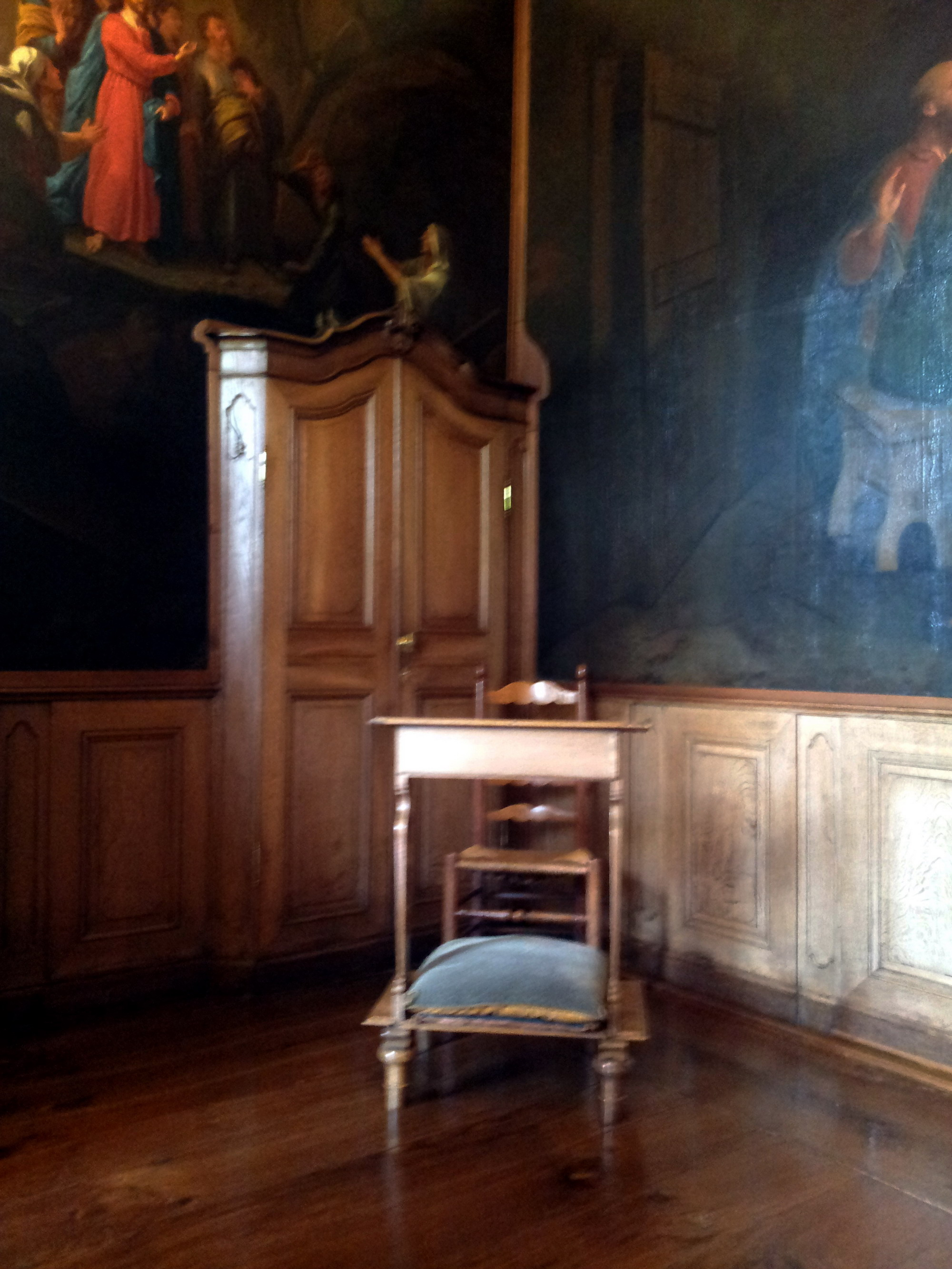
Zaalbetimmering en wandschildering
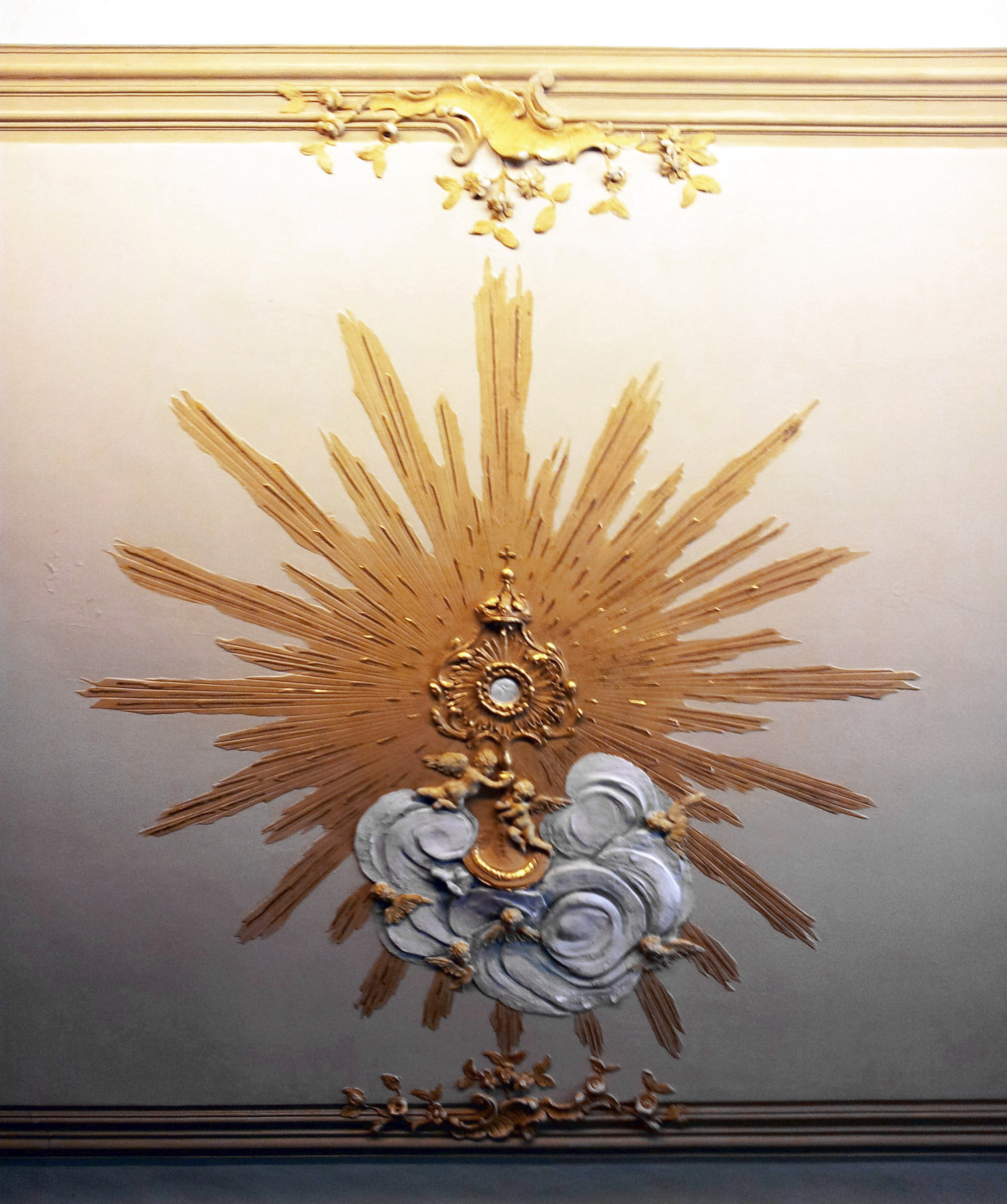
Stucplafond van Moretti

### Bijzondere voorwerpen

#### Bidstoel van de heilige Lutgardis
Volgens een eeuwenoude traditie kunnen vrouwen met een onvervulde kinderwens, op de stoel van de heilige Lutgardis van Tongeren (1182-1246) plaatsnemen in de hoop zwanger te raken. Lutgardis wordt eveneens vereerd om een voorspoedige bevalling te bekomen.
De bidstoel van de heilige Lutgardis, gemaakt rond 1200, was oorspronkelijk een deel van het koorgestoelte van het Sint-Katharinaklooster te Sint-Truiden. Na haar intrede verbleef Lutgard daar twaalf jaar als benedictes. In 1231 vertrokken de zusters uit het Katharinaklooster naar de abdij van Nonnenmielen in Metseren en namen de stoel mee. Tijdens de Franse Revolutie werd in 1797 het klooster opgeheven en in 1836 verhuisde de stoel naar de cisterciënzerinnen van het Mariënlof. Sinds de zomer van 2020 heeft hij een vast onderkomen gevonden in de Sint-Odulfuskerk te Borgloon, waar hij nu te bezichtigen is.
Deze stoel is het oudste zitmeubel in België en in 2021 als beschermd topstuk toegevoegd aan de Vlaamse erfgoedlijst.

#### Sint-Odiliaschrijn
Een bijzonder reliekschrijn is het beschilderde Sint-Odiliaschrijn uit 1292, een van de vroegste voorbeelden van paneelschildering in de Nederlanden, afkomstig uit het voormalige kruisherenklooster Clairlieu te Hoei. Het Sint-Odiliaschrijn kreeg in 2020 ook een plaats in de Sint-Odulfuskerk in Borgloon.

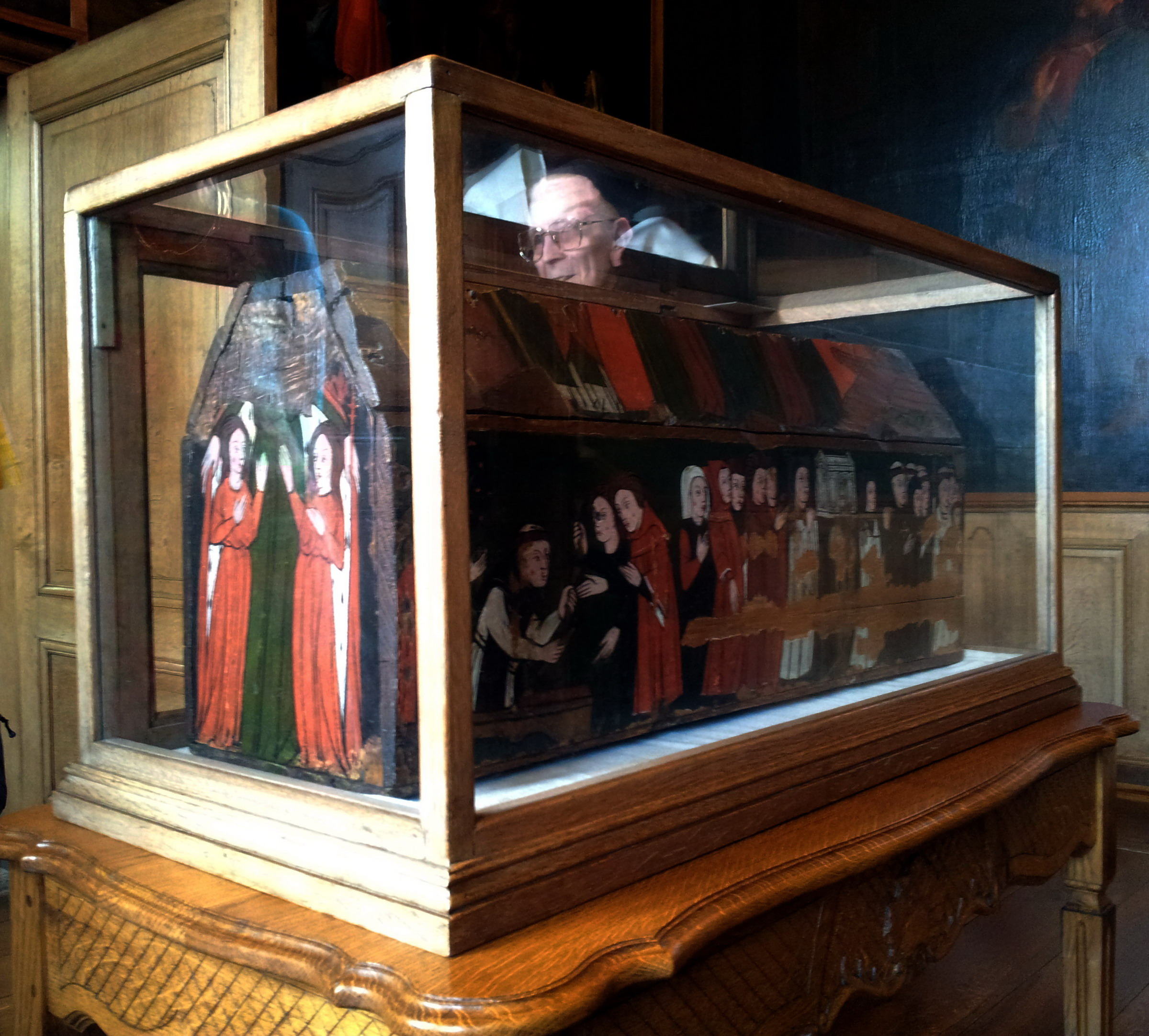
St-Odiliaschrijn
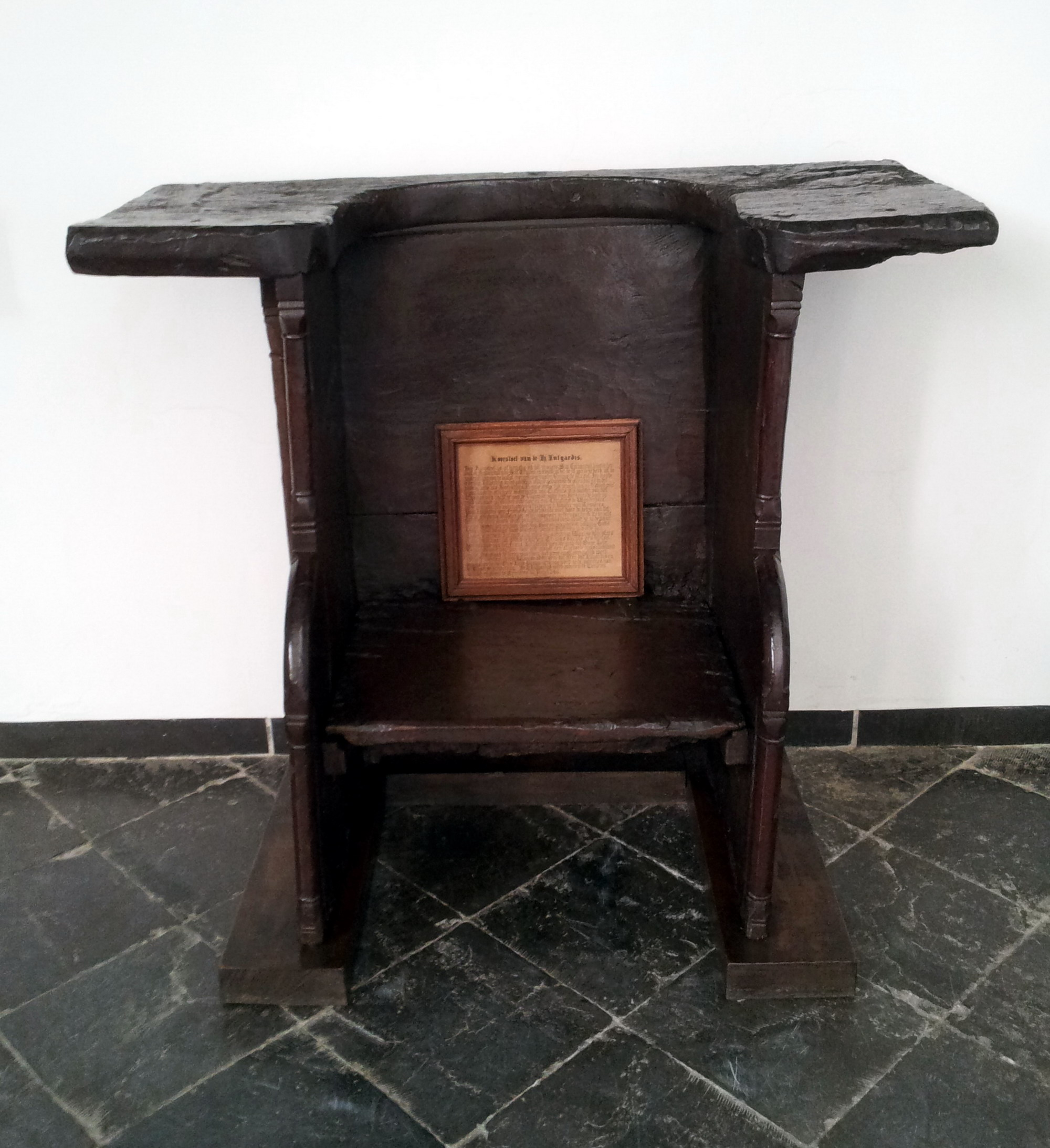
Bidstoel St-Ludgardis
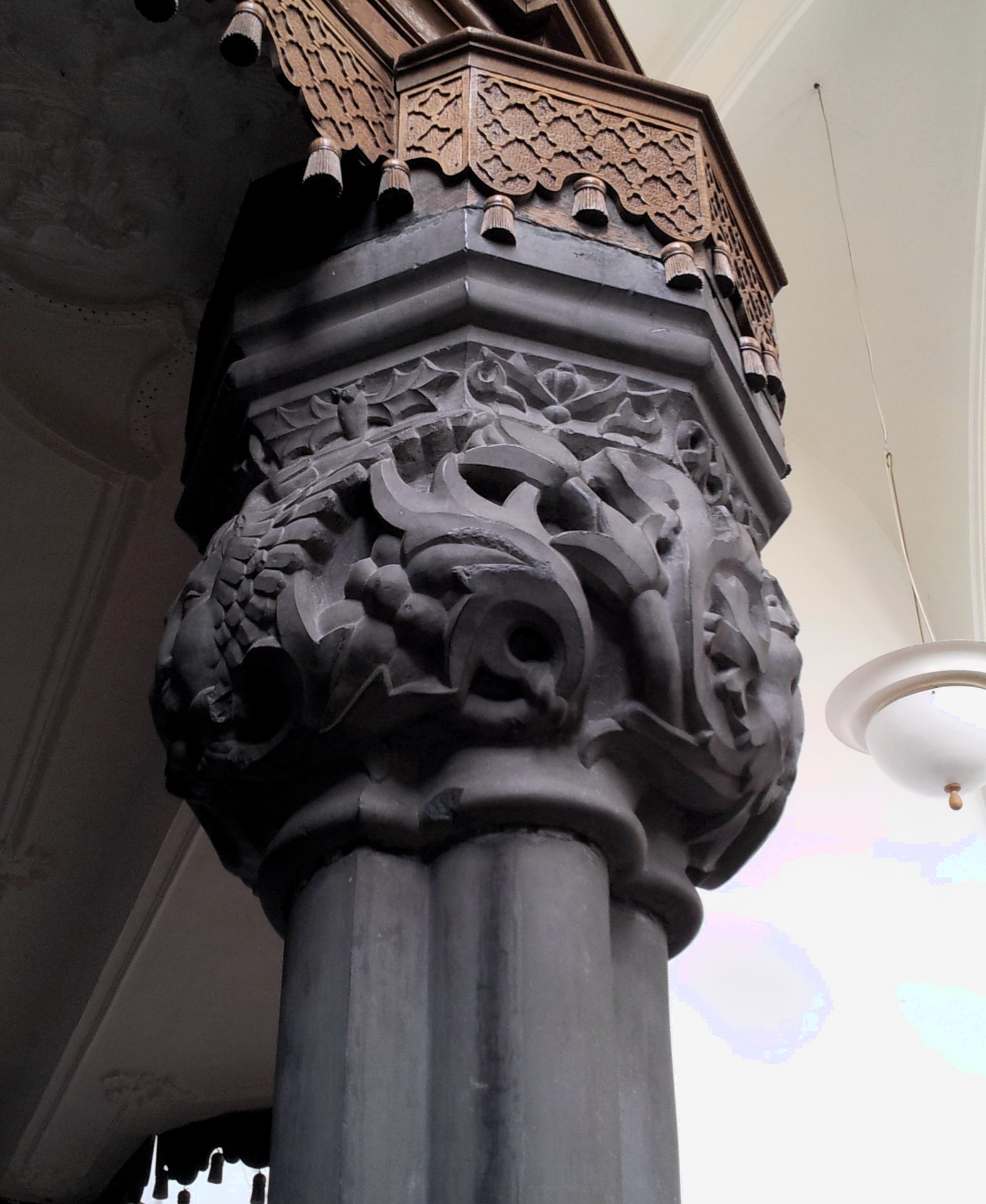
16e-eeuws kapiteel
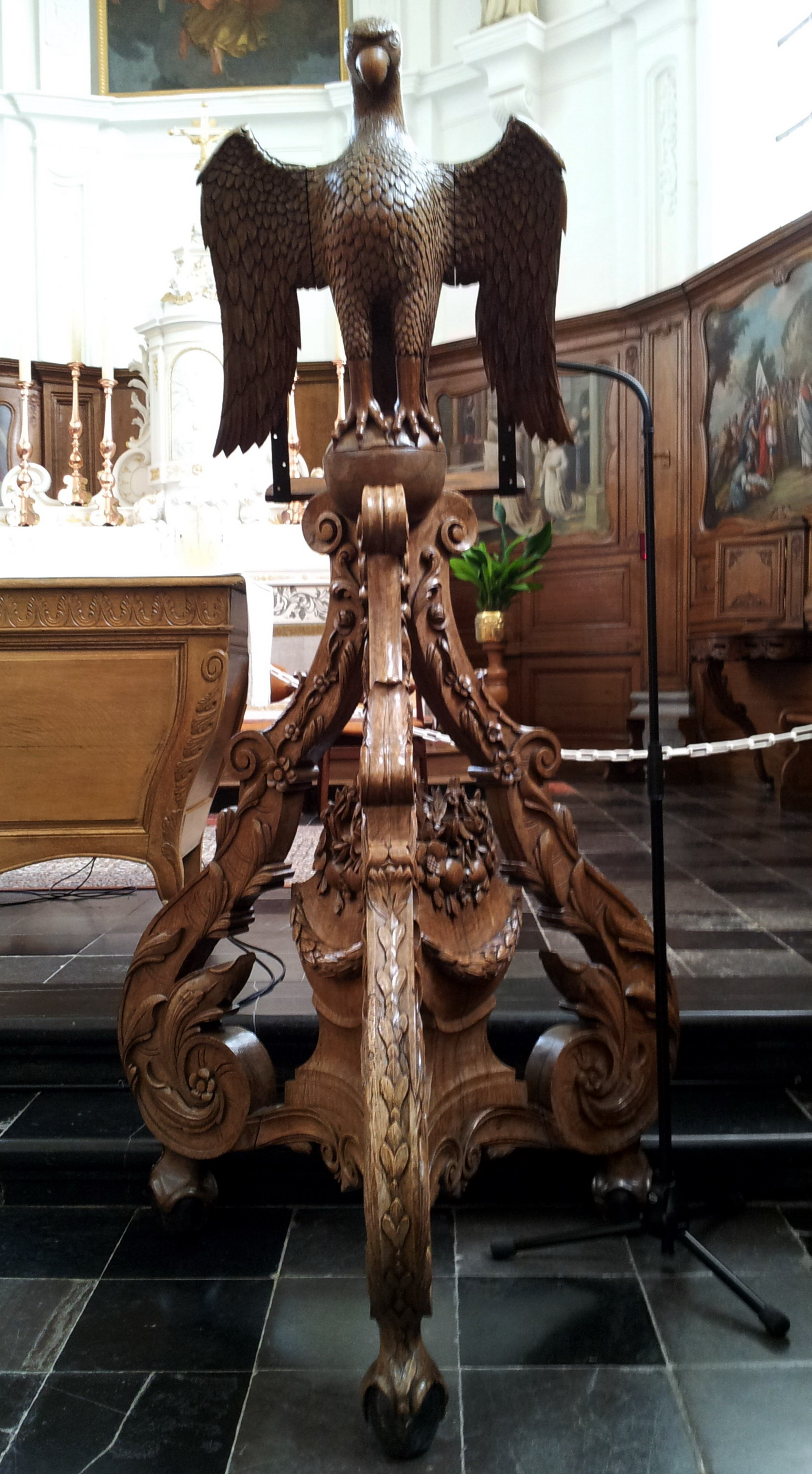
18e-eeuwse lezenaar